# 栗原雅智
栗原 雅智（くりはら まさとも、1941年（昭和16年）7月3日 - 2015年（平成27年）1月12日）は、日本の政治家。山梨県富士吉田市長（1期）。

## 来歴
山梨県出身。法政大学経営学部卒。富士吉田市議会議員を経て、1991年、山梨県議会議員となる。県議を1期務めた後、1995年の富士吉田市長選挙に立候補し、現職の渡辺晧彦を破って当選した。1999年の市長選挙で再選を目指したが、元県議の武川勉に敗れ、1期で退任した。2015年1月12日死去、73歳。死没日をもって旭日小綬章追贈、従五位に叙される。